# .rs
.rs és el domini de primer nivell territorial (ccTLD) de Sèrbia. El gestiona el Registre Nacional de Noms de Domini d'Internet de Sèrbia. Les lletres rs volen dir Republika Srbija (en serbi: República de Sèrbia).
No té gaires restriccions, i l'ús n'és generalitzat a Sèrbia. Com que moltes paraules en anglès acaben amb les lletres "rs", el domini s'aprofita de vegades per fer-hi jocs de paraules.

## Història
El domini .yu havia quedat assignat a l'antic Sèrbia i Montenegro quan encara s'anomenava República Federal de Iugoslàvia. El juny de 2006, Sèrbia i Montenegro es van separar en dos països diferents. El 8 de juliol de 2006, el Ministeri de Ciència i un grup de 34 organitzacions interessades en el domini van fundar el Registre per al Domini d'Internet Nacional de Sèrbia (RNIDS). El 26 de setembre d3 2006, l'agència de manteniment d'ISO 3166 va decidir d'assignar RS com a codi ISO 3166-1 alfa-2 per a Sèrbia, i, conseqüentment, la IANA va assignar .rs com a ccTLD per al país.
La delegació dels servidors de noms per part de la IANA va començar el setembre de 2007. El registre de noms .rs va començar el 10 de març de 2008.
El 2007, la ICANN també va decidir que l'antic domini .yu l'havia de gestionar temporalment RNIDS, els operadors del nou domini .rs, fins que s'esborrés el 30 de setembre de 2009, o abans. Això va permetre un període de transició de dos anys per a transferir els noms preexistents a .yu, o bé cap al .rs de Sèrbia o bé cap al .me de Montenegro. Al final, el domini .yu es va acabar el 30 de març de 2010.

## Estructura del domini
Els següents dominis de segon nivell, excepte in.rs estan reservats només per a persones jurídiques.
- .co.rs – Empreses
- .org.rs – Organitzacions civils i associacions
- .edu.rs – Institucions i organitzacions educatives (fora del subdomini ac.rs)
- .ac.rs – Xarxa de recerca i acadèmica de Sèrbia (delegat)
- .gov.rs – Institucions del govern (delegat)
- .in.rs – Ús personal